# JD Vance

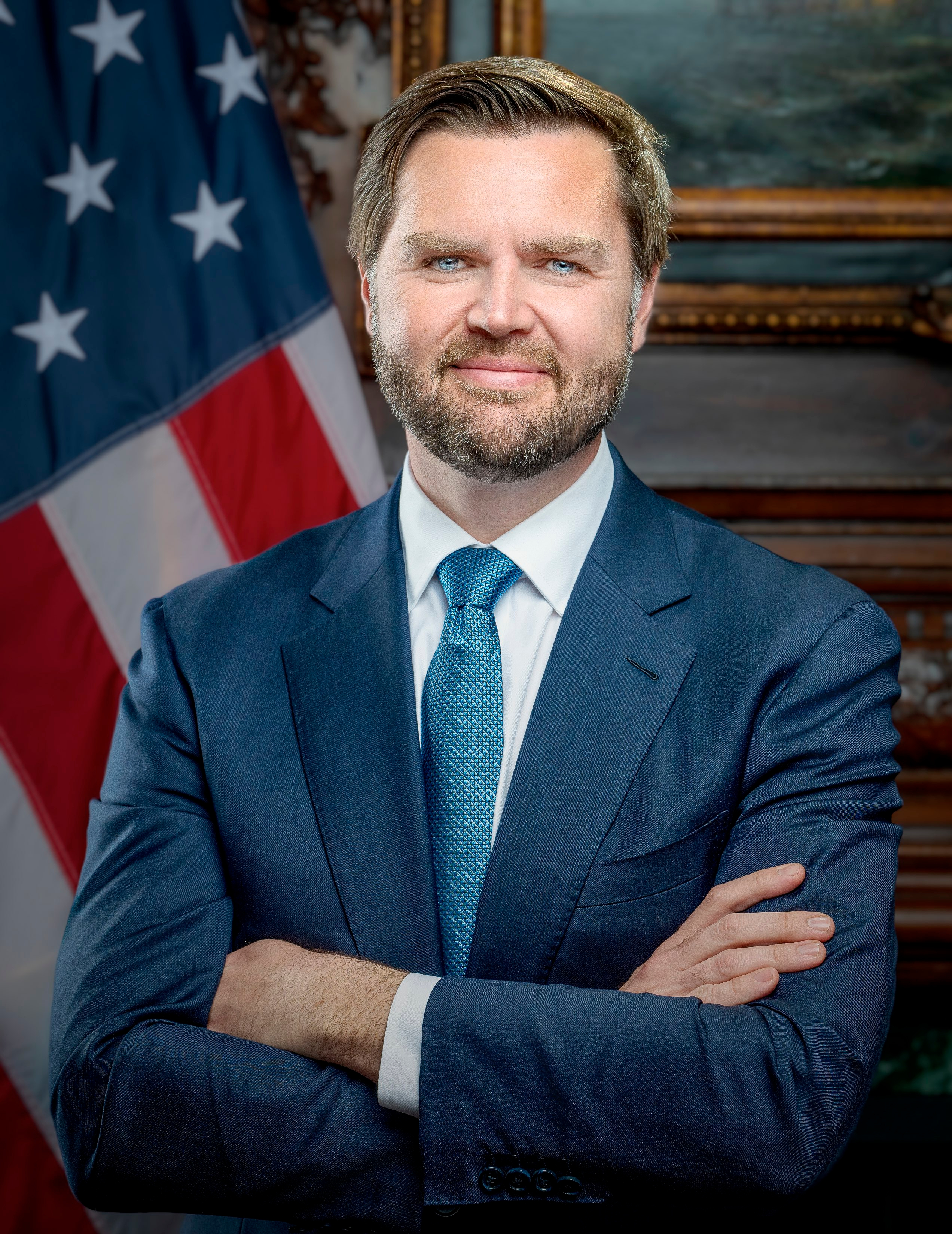
Offizielles Porträt (2025)

James David „JD“ Vance (* 2. August 1984 in Middletown, Ohio als James Donald Bowman) ist ein US-amerikanischer Politiker (Republikanische Partei) und Autor sowie seit dem 20. Januar 2025 der 50. Vizepräsident der Vereinigten Staaten. 
Vance wurde durch sein 2016 erschienenes Buch Hillbilly-Elegie bekannt, das sich aus autobiografischer Perspektive mit den Problemen der ländlichen Bevölkerung auseinandersetzt. Von 2023 bis 2025 vertrat er den Bundesstaat Ohio im US-Senat. Im Juli 2024 ernannte Donald Trump ihn, der Jahre zuvor noch einer seiner entschiedenen Kritiker gewesen war, zu seinem Running Mate für die Präsidentschaftswahl 2024, welche sie gewannen.

## Leben

### Familie und Ausbildung

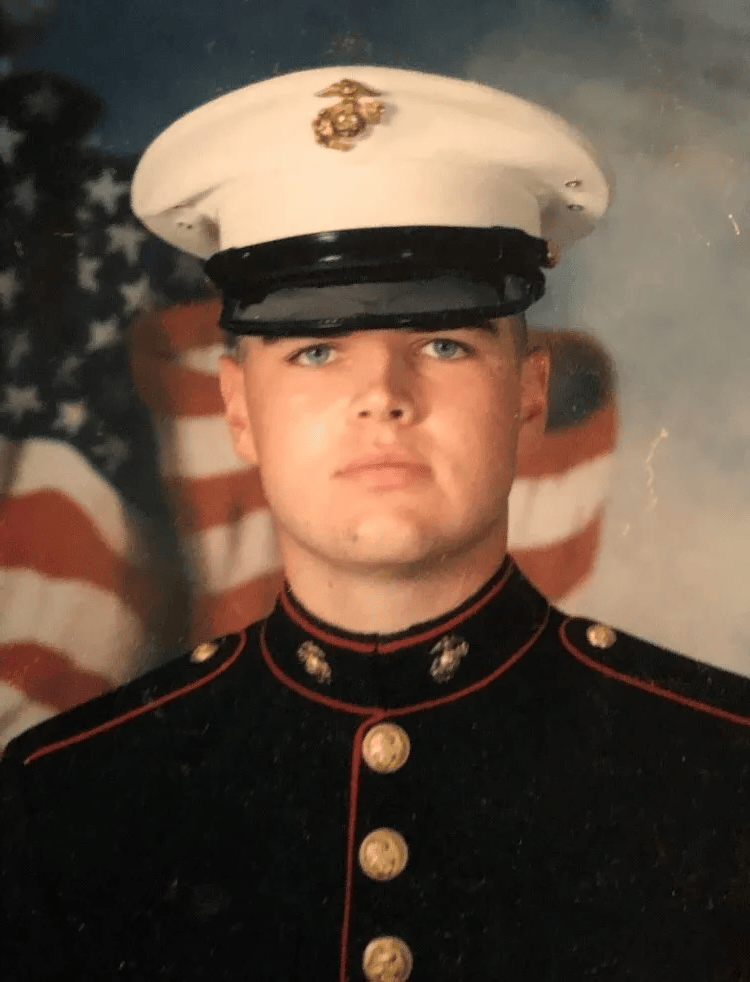
JD Vance (2003, damals noch James Donald Hamel) als Mitglied des United States Marine Corps

Bowmans mütterliche Familie stammt aus dem Breathitt County im US-Bundesstaat Kentucky und zog nach Middletown im Rust Belt, wo er in einer Arbeiterfamilie aufwuchs, die durch wirtschaftlichen Wandel, Arbeitslosigkeit, Scheidung und Drogenkonsum ihren Halt verlor. Er und seine Schwester wurden vor allem von den Großeltern mütterlicherseits großgezogen, die aus den Appalachen stammen. Sein Vater Donald hatte die Familie früh verlassen; seine drogenabhängige Mutter Beverly Carol Vance konnte sich nicht alleine um die Kinder kümmern.
Nachdem Bowman die Schule absolviert hatte, verließ er die Stadt. Mit 18 Jahren verpflichtete er sich bei den Marines und blieb von 2003 bis 2007 als Kriegsberichterstatter bei dieser Truppengattung. Er diente unter anderem sechs Monate als Gefreiter im Irakkrieg und war dabei in der Public-Affairs-Abteilung des 2nd Marine Aircraft Wing tätig.
Im Anschluss studierte er an der Ohio State University Politikwissenschaft und Philosophie und erhielt 2009 den Bachelor mit der Auszeichnung Summa cum laude. Während seiner Zeit an der Ohio State University arbeitete er für Bob Schuler, einen republikanischen Abgeordneten im Senat von Ohio. Danach studierte er als Stipendiat an der Yale Law School, wo er Redakteur des Yale Law Journal wurde. Während seines ersten Jahres an der Yale Law School ermutigte ihn seine Professorin Amy Chua, seine Memoiren zu schreiben. 2013 schloss er sein Studium in Yale mit dem Juris Doctor ab.
2014 heiratete Vance die indischstämmige Juristin Usha Chilukuri, die er während des Studiums an der Yale-Universität kennengelernt hatte. Das Paar hat zwei Söhne (* 2017 und * 2020) und eine Tochter (* 2021).
Nachdem Bowman nach der Scheidung seiner Eltern ab Anfang der 1990er Jahre zunächst den Nachnamen seines Adoptivvaters Bob Hamel, des dritten Ehemannes seiner Mutter, die ihm dabei die neuen Vornamen James David gegeben hatte, getragen hatte, nannte er sich anlässlich seiner Hochzeit im April 2013 nach seinen Großeltern James und Bonnie Vance in James David Vance um. Protestantisch aufgewachsen, konvertierte er 2019 zum katholischen Bekenntnis. Er lebte mit seiner Familie bis 2017 in San Francisco. Dann zog die Familie zurück nach Columbus in seine Heimatregion.

### Rechtsanwalt und Venture-Capital-Unternehmer

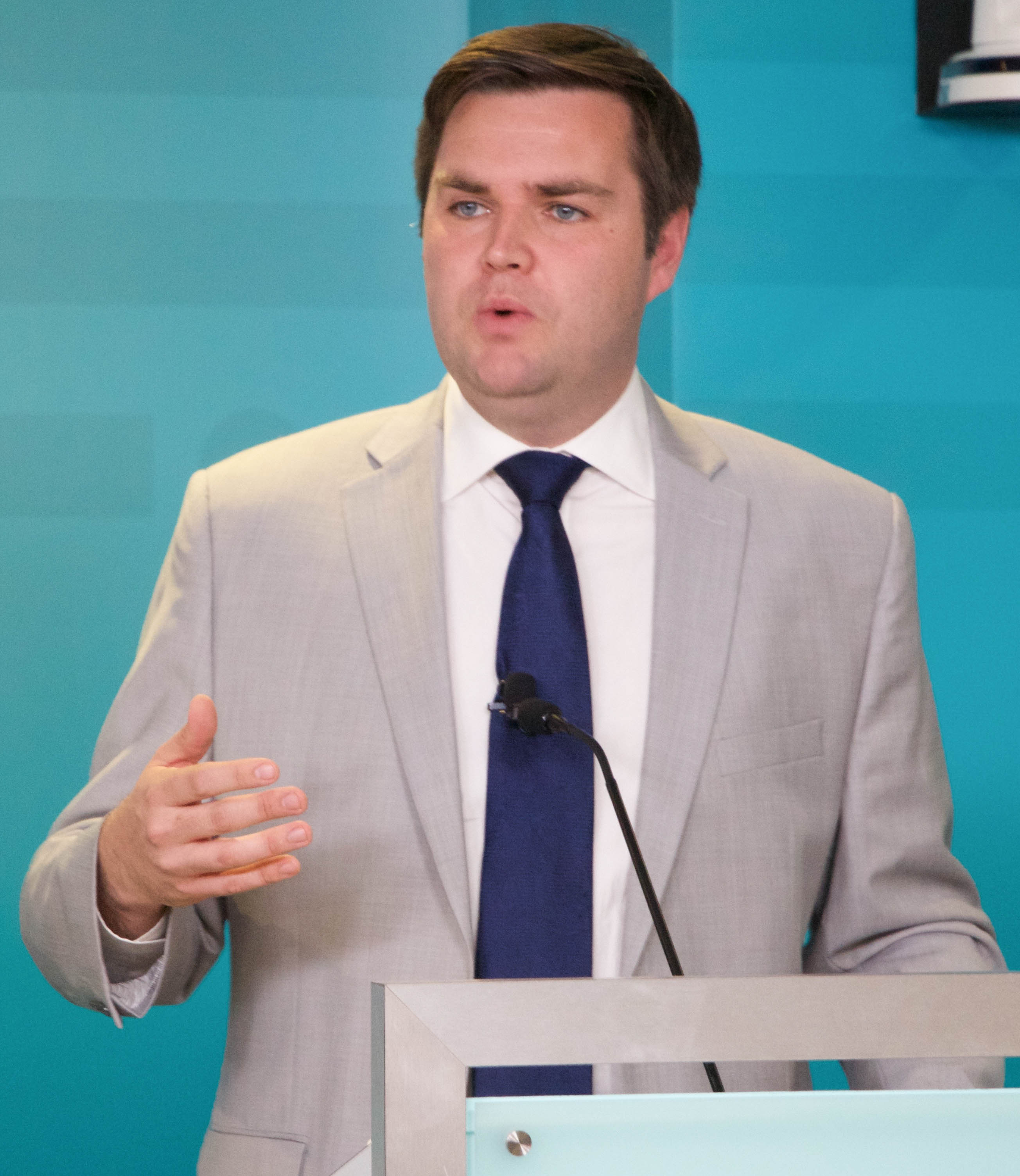
JD Vance (2017)

Nach seinem Jurastudium arbeitete er zunächst für die multinationale Anwaltskanzlei Sidley Austin LLP. 2016 folgte eine Anstellung in einer Investmentfirma in San Francisco, die zu einer Gruppe von Unternehmen gehört, die von Peter Thiel gegründet wurden. Von 2016 bis 2017 war er Geschäftsführer von Thiels Firma Mithril Capital.
2017 wechselte Vance als Investmentpartner zu der von Steve Case gegründeten Investmentfirma Revolution LLC. Dort wurde Vance mit einer Ausweitung der Initiative Rise of the Rest beauftragt, die sich auf wachsende Investitionen in unterfinanzierten Regionen außerhalb der Technologieblasen Silicon Valley und New York City konzentriert.
2019 gründete Vance mit finanzieller Unterstützung von Thiel, Eric Schmidt und Marc Andreessen Narya Capital. 2020 sammelte er 93 Millionen Dollar für das Unternehmen ein.
Zusammen mit Thiel und dem ehemaligen Trump-Berater Darren Blanton hat Vance in die kanadische Online-Videoplattform Rumble investiert, die bei der politischen Rechten beliebt ist.

### Autor und Trump-kritischer Politiker
2016 veröffentlichte Vance ein autobiografisches Buch über die Geschichte seiner Familie und ihre sozialen und ökonomischen Probleme mit dem Titel Hillbilly-Elegie (Hillbilly Elegy). Das Buch erschien im Juni 2016 während Donald Trumps Wahlkampf vor der US-Präsidentschaftswahl am 8. November 2016. Kurz nach einem Interview mit der Zeitschrift The American Conservative im Juli 2016 gelangte das Buch an die Spitze der New-York-Times-Bestsellerliste und stand dort im Januar 2017 erneut auf Platz eins. Im Februar 2017 waren über 700.000 Exemplare von Buch und digitaler Ausgabe verkauft worden. Das Buch wurde 2017 ins Deutsche übersetzt. Unter der Regie von Ron Howard wurde die Verfilmung des Buchs realisiert, die im November 2020 auf Netflix veröffentlicht wurde. Vance als junger Mann wird von Gabriel Basso dargestellt.
Im Juli 2016 schrieb Vance in einem viel beachteten Artikel für The Atlantic, dass Trump „ungeeignet für das höchste Amt der USA“ sei. Trump erkläre nie im Detail, wie seine populistischen Pläne funktionieren würden, weil er es nicht könne. In Bezug auf die Opioidkrise in den USA schrieb er, dass Trumps Versprechen die Nadel in Amerikas kollektiver Ader seien, und fügte hinzu, dass Trump kulturelles Heroin sei. Einem früheren Studienkollegen schrieb Vance, er sei sich nicht sicher, ob Trump „ein zynisches Arschloch wie Nixon“ oder „Amerikas Hitler“ sei. Vance äußerte vor der US-Präsidentschaftswahl 2016, Trumps politische Vorstellungen seien verachtenswert und absurd. Er kritisierte dessen harsche Rhetorik gegen Einwanderer: Trump jage Menschen Angst ein, die ihm (Vance) „am Herzen liegen“, vor allem Immigranten und Muslimen.
Seit der Veröffentlichung seines Buches gilt Vance aufgrund seiner Herkunft als ein Zeuge der neuen US-amerikanischen weißen Unterschicht, die 2016 möglicherweise den Ausschlag für die Wahl Donald Trumps zum US-Präsidenten gegeben hatte. Die New York Times schrieb, sein Buch sei eines der sechs besten Bücher, die dabei helfen, Trumps Sieg zu verstehen. The Washington Post bezeichnete Vance als „Stimme des Rust Belt“, während The New Republic ihn als „Lieblings-White-Trash-Erklärer der liberalen Medien“ betitelte. Vance wurde landesweit zu Vorträgen über sein Buch eingeladen. Die New York Times und der Sender CNN engagierten ihn als Kommentator.
2017 gründete Vance die gemeinnützige Organisation Our Ohio Renewal, die sich der Bekämpfung von Drogen und Arbeitslosigkeit und der Familienhilfe widmen sollte. Laut New York Times sammelte die Organisation, die nur aus wenigen Mitarbeitern bestand, in zwei Jahren „nur“ 220.000 Dollar ein. 2018 schrumpfte die Organisation drastisch; 2021 wurde sie aufgelöst. Einigen Mitarbeitern zufolge soll schnell der Eindruck entstanden sein, dass die Organisation weniger Ohio als vielmehr Vance’ politischer Karriere dienen sollte.

### Gesinnungswandel und Wahl zum Senator
Parteigänger der Republikaner in Ohio trugen Vance 2018 eine Kandidatur für den US-Senat an, was er zunächst ablehnte, um im Bild der Öffentlichkeit seine moralische Distanz zu dem von ihm kritisierten Establishment zu wahren.
Nachdem der republikanische Senator Rob Portman im Januar 2021 angekündigt hatte, bei der US-Senatswahl in Ohio im November 2022 nicht erneut zu kandidieren, kündigte Vance an, für diesen Sitz zu kandidieren; in diesem Zusammenhang rückte er von seiner 2016 geäußerten Kritik an Trump ab. Seine Meinungsänderung über Trump erklärte Vance mit den Worten: „Ich habe nicht geglaubt, dass er ein guter Präsident sein würde. Er war ein großartiger Präsident. Und das ist einer der Gründe, warum ich so hart daran arbeite, dass er eine zweite Amtszeit bekommt.“ Vance wandte sich im Vorwahlkampf gegen Globalisierung und Zuwanderung und machte Wahlkampf mit der rechtsextremistischen Abgeordneten Marjorie Taylor Greene.
Im Mai 2022 gewann Vance mit 32 Prozent der Stimmen die parteiinterne Vorwahl der Republikaner. Im Vorfeld war er von Trump unterstützt worden, was sich als maßgeblich für seinen Wahlerfolg herausstellte, da Vance in Umfragen zuvor noch abgeschlagen hinter den anderen Kandidaten zurückgelegen hatte. Mit zehn Millionen US-Dollar wurde Vance im Wahlkampf von Peter Thiel unterstützt. Thiel war es auch, der ihn im Februar 2021 zu seinem ersten Treffen mit Trump begleitet hatte.
Im September 2022 sagte Trump bei einem gemeinsamen Wahlkampfauftritt mit Vance über diesen: „J. D. is kissing my ass he wants my support so bad.“ („J. D. küsst mir den Arsch, so dringend will er meine Unterstützung.“), was Vance unkommentiert ließ. Bei den US-Senatswahlen im November 2022 konnte Vance die Wahl gegen den demokratischen Kandidaten Tim Ryan für sich entscheiden; er trat deshalb im Januar 2023 sein Mandat als Senator für Ohio an.

### Nominierung zum Running Mate und Wahlsieg

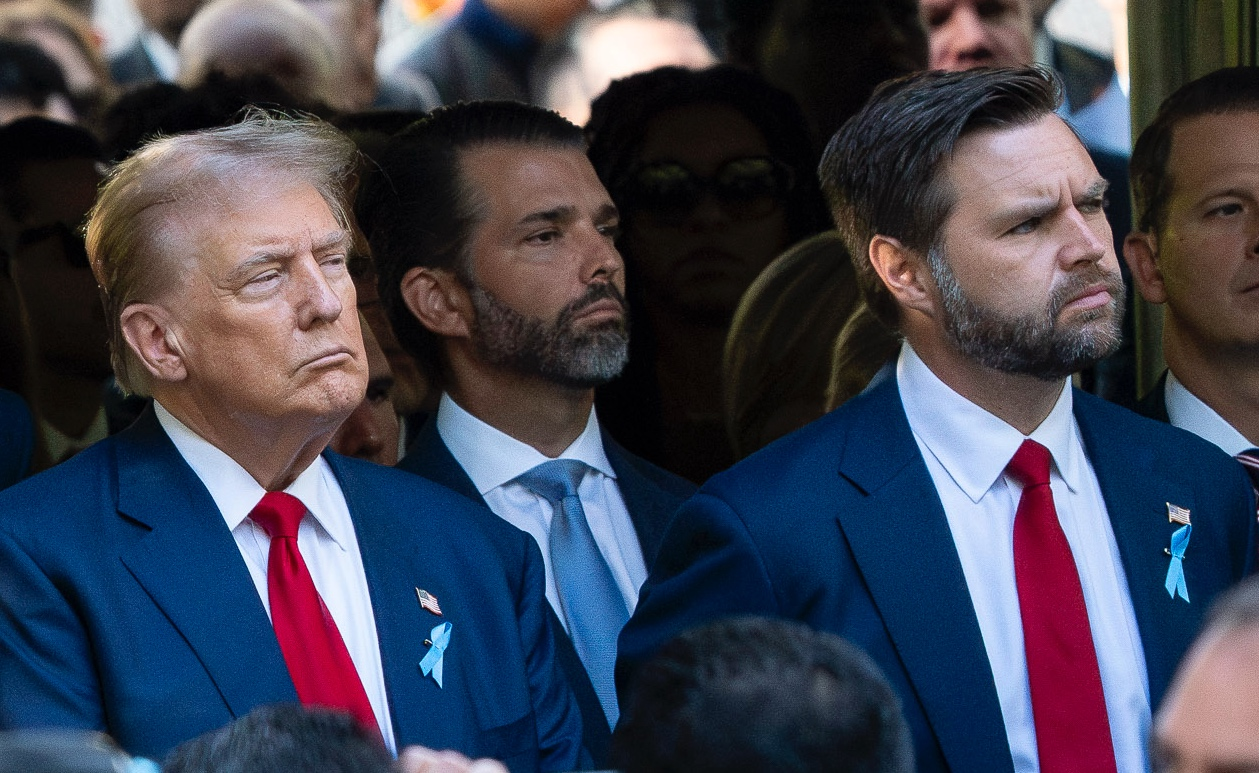
Vance und US-Präsidentschaftskandidat Donald Trump im September 2024

Am 15. Juli 2024 ernannte Donald Trump auf dem Parteitag der Republikanischen Partei Vance zum Kandidaten für die Vizepräsidentschaft für die am 5. November 2024 anstehende Präsidentschaftswahl. Die Entscheidung wird dem Einfluss der Netzwerke um Peter Thiel und Elon Musk zugesprochen. Nach dem Sieg bei der US-Präsidentschaftswahl 2024 gehörte Vance zu den engsten Beratern von Trump bei der Zusammenstellung von dessen zweiter Regierung.

### Vizepräsidentschaft
Beim Besuch von Wolodymyr Selenskyj im Oval Office am 28. Februar 2025, der in einem Disput zwischen Trump und Selenskyj mündete, der in den Medien vielfach als Eklat gewertet wurde, spielte Vance eine entscheidende Rolle: Als Trump am Ende eines gemeinsamen Auftritts von ihm, Selenskyj und Vance vor Vertretern der Presse um eine letzte Frage von Journalisten bat, nahm Vance eine Antwort Selenskyjs auf eine Journalistenfrage zum Anlass, um Äußerungen an den ukrainischen Präsidenten zu richten, die dazu führten, dass das Treffen mit einer verbalen Auseinandersetzung zwischen Trump und Vance einerseits und Selenskyj andererseits endete: Selenskyj fragte Vance, ob er jemals in der Ukraine war, woraufhin Vance antwortete, er habe „die Geschichten gesehen und beobachtet“, um Selenskyj anschließend Undankbarkeit gegenüber den Vereinigten Staaten zu unterstellen und ihn grob abzukanzeln.
Der Auslandskorrespondent des Independent bekundete als Eindruck über den Vorfall, dass dieser für ihn fast wie ein von Vance geplanter Hinterhalt ausgesehen habe: Selenskyj habe mit der Art von „Lügen“, die die Trump-Administration in Umlauf bringe, nicht umgehen können. In ähnlicher Weise bekundeten auch Zeitungen wie die New York Times, die Financial Times und The Atlantic die Ansicht, dass Vance’ Vorgehen eine geplante Falle bzw. ein Hinterhalt gewesen sei. Der Guardian nannte den Zwischenfall wiederum ein „diplomatisches Tschernobyl“ und äußerte die Vermutung, dass Vance’ Verhalten planmäßig darauf abgestellt gewesen sei, eine Entgleisung des Gesprächs herbeizuführen, wobei sie sein Verhalten als exemplarischen Ausdruck einer Haltung wertete, die den Vizepräsidenten zum gegenwärtigen „Hauptsaboteur der transatlantischen Allianz“ (chief saboteur of the alliance) mache. Demgegenüber fand Vance’ Vorgehen Zustimmung in Medien, die als Sprachrohre der MAGA-Bewegung oder von libertär eingestellten Teilen der US-Bevölkerung gelten, sowie durch republikanische Politiker wie zum Beispiel Lindsey Graham.

## Positionen

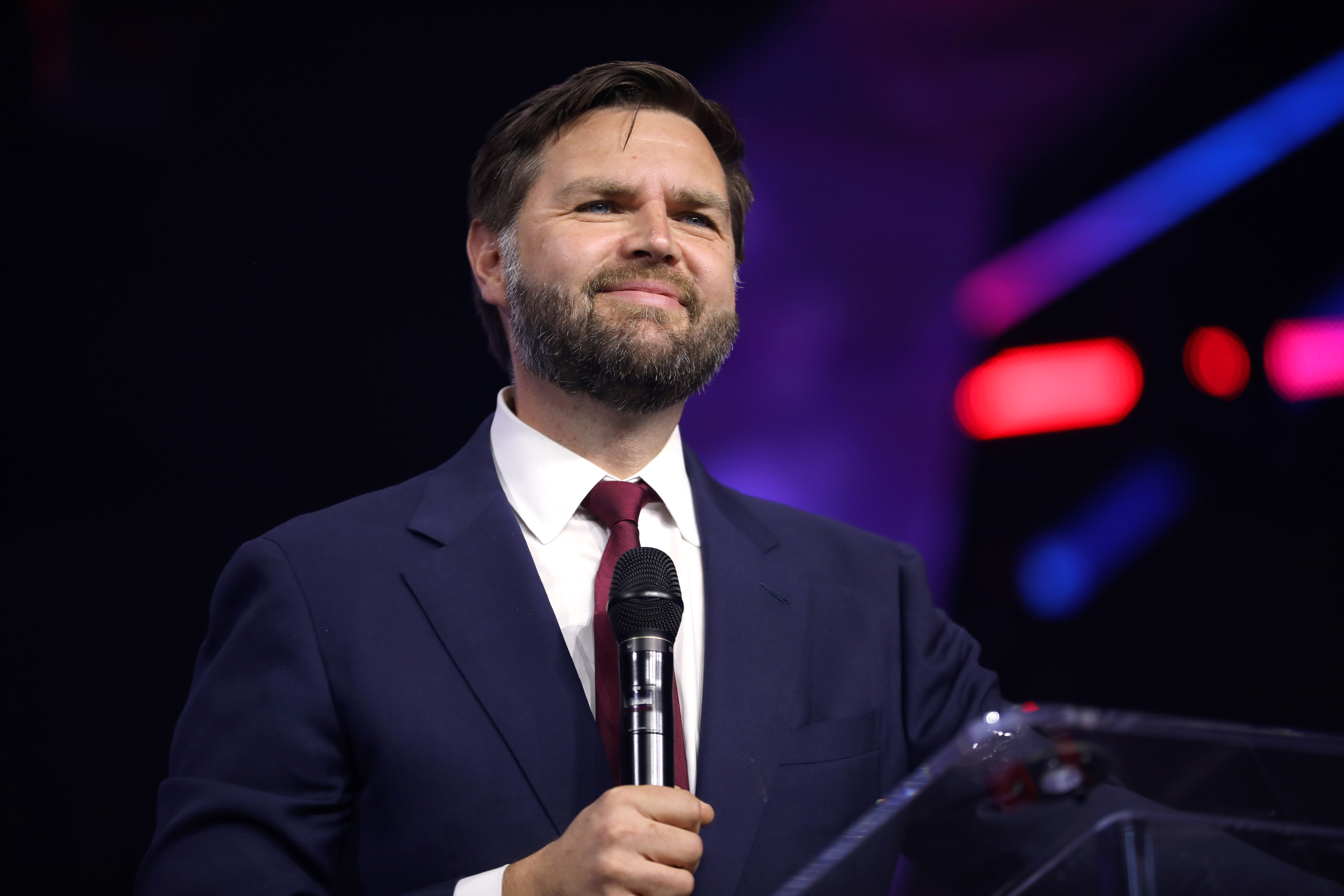
J. D. Vance, 2024

Vance versteht sich selbst als Vertreter der postliberalen Rechten und wurde auch von anderen so beschrieben. Er hat die Autoren Patrick Deneen, Rod Dreher und Curtis Yarvin als Einflüsse auf seine Überzeugungen angegeben. Vance wird auch als Vertreter der neoreaktionären Bewegung (d. h. antidemokratisch, antiegalitär u. a.) beschrieben. So bezeichnete er den politischen Theoretiker Curtis Yarvin, der auch sein Freund ist, als einen der größten Einflüsse auf seine Ansichten. Auch zählt Vance zu den Followern von Bronze Age Pervert auf X, der ebenfalls Verbindungen zu Yarvin hat.
Vance vertritt nach seiner Nominierung zu Trumps Running Mate dessen Positionen, auch wenn sie seinen eigenen früheren Schriften und Aussagen grundsätzlich widersprechen. So warb er im Februar 2025 bei der Münchner Sicherheitskonferenz für Trumps America First und forderte, die europäischen Länder sollten mehr Verantwortung für ihre militärische Verteidigung übernehmen, vor allem in der Rüstung, damit die USA ihre Ressourcen stärker in Asien einsetzen könnten, um gegen China vorzugehen. Vance lehnt US-amerikanische Finanzhilfen für die Ukraine ab und rief dazu auf, mit dem russischen Präsidenten Wladimir Putin zusammenzuarbeiten, um die „amerikanischen Interessen zu wahren“. In Bezug auf den Nahen Osten und den Krieg in Israel und Gaza seit 2023 vertritt Vance Trumps Ansicht, Israel solle „seinen Job gegen die Hamas im Gazastreifen zu Ende bringen“. Er sagte, Beziehungen zwischen Israel und Saudi-Arabien könnten erst dann hergestellt werden, wenn die Hamas im Gazastreifen besiegt sei.
In einem Artikel zu seiner Nominierung als Running Mate in der Frankfurter Rundschau werden die Positionen von Vance in Bezug auf Abtreibungen und eine gegenüber dem Magazin Vice getätigte Aussage zu Gewalt in der Ehe ausführlich beschrieben. Das Team von Vance sagte, die Aussage gegenüber Vice, die die Wichtigkeit des Zusammenbleibens von Paaren für das Wohlergehen der Kinder betone, sei aus dem Kontext gerissen, und es sei „absurd zu behaupten“, dass Vance, zumal selbst als Kind ein Opfer häuslicher Gewalt, es unterstützen würde, dass Menschen in gewalttätigen Beziehungen blieben.
Als Running Mate forcierte Vance den migrationsfeindlichen Wahlkampf Trumps und der Republikanischen Partei, indem er in einem Tweet im September 2024 schrieb: „In the last several weeks, my office has received many inquiries from actual residents of Springfield who’ve said their neighbors’ pets or local wildlife were abducted by Haitian migrants“ („In den vergangenen Wochen hat mein Büro viele Anfragen von Einwohnern aus Springfield (Ohio) erhalten, die berichteten, dass die Haustiere ihrer Nachbarn oder Tiere aus der Umgebung von haitianischen Migranten entführt wurden“). Später rechtfertigte JD Vance die Verbreitung des erwiesenermaßen falschen Gerüchts: „If I have to create stories so that the American media actually pays attention to the suffering of the American people, then that’s what I’m going to do“. („Wenn ich Geschichten erfinden muss, damit die amerikanischen Medien dem Leiden des amerikanischen Volkes tatsächlich Aufmerksamkeit schenken, dann werde ich das tun“).
Der Soziologe Peter Gostmann deutet die Konversion von Vance zum Katholizismus als Element einer negativen politischen Theologie und amerikanisierte Form des vom Philosophen Leo Strauss in der Weimarer Republik erkannten „German Nihilism“.
In einem Schreiben an die Bischofskonferenz der Vereinigten Staaten verurteilte Papst Franziskus im Februar 2025 scharf die Pläne von Massendeportationen, die Präsident Donald Trump zu Beginn seiner zweiten Amtszeit angekündigt hatte. In diesem Schreiben spielte Franziskus auch auf Vance’ Auffassung an, der christliche ordo amoris (‚Ordnung der Liebe‘, Augustinus von Hippo) bestehe darin, „erst die eigene Familie zu lieben, dann den Nachbarn, dann die lokale Gemeinschaft, dann die Mitbürger, und danach erst den Rest der Welt zu priorisieren“. Der Papst wies dagegen auf das biblische Gleichnis vom barmherzigen Samariter hin und betonte, als wahre „Ordnung der Liebe“ (ordo amoris) sei eine Liebe gefordert, „die eine für alle offene Geschwisterlichkeit aufbaut, ohne Ausnahmen“.
Auch der amerikanisch-peruanische Kardinal Robert Francis Prevost, seit dem 8. Mai 2025 als Papst Leo XIV. Nachfolger von Papst Franziskus, hatte auf seinem Account bei X wiederholt Kritik an US-Präsident Donald Trump und JD Vance geteilt, so am 3. Februar 2025 einen Artikel mit der Überschrift: „JD Vance liegt falsch: Jesus verlangt von uns nicht, unsere Liebe zu anderen abzustufen“.
Hinsichtlich des Klimawandels erklärte Vance, er stehe der „Idee, dass der Klimawandel vollständig vom Menschen verursacht wird, skeptisch gegenüber“, was im Widerspruch zum wissenschaftlichen Konsens zum Klimawandel steht. 2022 bezeichnete er sich als „Energie-Maximalist“ und erklärte, er sehe keinen Widerspruch zwischen dem Anschieben der Erdöl- und Erdgasförderung und der Umwelt. Wenn man der Meinung sei, dass „der vom Menschen verursachte Klimawandel ein katastrophales Problem“ sei, dann bestehe „die Lösung darin, dass wir mehr von unserer eigenen Energie, einschließlich fossiler Brennstoffe, hier in den Vereinigten Staaten produzieren, dass wir mehr von unseren eigenen Produkten in den Vereinigten Staaten produzieren und dass wir die nächste Generation von Technologien und Energie hier in den Vereinigten Staaten entwickeln, anstatt unseren Energiesektor stillzulegen.“
Vance hat nach langem Zögern eindeutig die Niederlage von Donald Trump bei der Präsidentschaftswahl 2020 geleugnet. Er sagte auf einer Wahlveranstaltung im Bundesstaat Pennsylvania auf eine Frage zu diesem Thema, dass es 2020 ernsthafte Probleme gegeben habe. Nach den Worten, die er wählen würde, hätte Trump die Wahl nicht verloren. Er machte ausdrücklich eine Online-Zensur durch Tech-Konzerne für den Ausgang der Wahl verantwortlich.
Nach der Einstufung der deutschen AfD durch das Bundesamt für Verfassungsschutz schrieb Vance Anfang Mai 2025 auf X, die AfD sei „die populärste Partei in Deutschland und bei weitem die repräsentativste für Ostdeutschland“. Jetzt versuchten „die Bürokraten, sie zu zerstören“. Der Westen habe, so Vance, „die Berliner Mauer niedergerissen“. Sie sei „wieder aufgebaut worden – nicht von den Sowjets oder den Russen, sondern vom deutschen Establishment“.

### Rede auf der Münchner Sicherheitskonferenz 2025
Auf der 61. Münchner Sicherheitskonferenz im Februar 2025 warf Vance den Europäern Defizite in Sachen Demokratie und Meinungsfreiheit vor. Bezugnehmend auf die Nichteinladung von Vertretern der AfD und des BSW sagte er, es gebe in einer Demokratie keinen Platz für Brandmauern, denn die Demokratie beruhe auf dem „heiligen Grundsatz“, dass die Stimme des Volkes zähle. Es sei Pflicht, so Vance, zumindest in einen Dialog mit Vertretern eines wichtigen Teils der Wählerschaft einzutreten, auch wenn man deren Ansichten nicht teile. Diese Äußerungen wurden durch Bundeskanzler Scholz, Oppositionsführer Merz und andere Politiker umgehend als nicht akzeptierbare Einmischung in den aktuellen Wahlkampf zurückgewiesen. Laut dem Politikwissenschaftler Stephan Bierling hielt Vance auf dieser Konferenz „eine innenpolitische Wahlkampfrede“. Er betreibe eine „Art Vulgärliberalismus“, „dass er die Europäer prügelt für bestimmte Dinge, die aus seiner politischen Warte nicht ganz genehm scheinen“. Bereits kurz vor der Münchner Konferenz hatte Vance im Wall Street Journal gesagt, er werde deutschen Politikern raten, mit allen Parteien einschließlich der AfD zusammenzuarbeiten. Es gehe „wirklich um Zensur und Migration, um die Angst, die Präsident Trump und ich haben, dass die europäischen Staats- und Regierungschefs Angst vor ihrem eigenen Volk haben“.

## Schriften
- Hillbilly Elegy: A Memoir of a Family and Culture in Crisis. Harper, New York 2016.
  - Hillbilly-Elegie. Die Geschichte meiner Familie und einer Gesellschaft in der Krise. Übersetzung Gregor Hens. Ullstein, Berlin 2017, ISBN 978-3-550-05008-4